# L'une chante, l'autre pas
Pour plus de détails, voir Fiche technique et Distribution.
L'une chante, l'autre pas est un film dramatique français, réalisé par Agnès Varda, sorti en 1977.
Le film se déroule entre 1962 et 1976, où l'amitié entre deux jeunes femmes permet de faire la chronique du féminisme et des droits des femmes.

## Synopsis
Pauline, étudiante de 17 ans, souhaite quitter sa famille pour devenir chanteuse. Intéressée par une exposition de photographies représentant des femmes qu'elle trouve trop tristes, elle reconnaît l'un des modèles, Suzanne, qui, avec Jérôme, le photographe, a eu deux enfants. Les deux femmes se lient. Suzanne, de nouveau enceinte, peine à s'occuper de ses enfants, par manque d'argent ; pour l'aider à avorter, Pauline obtient de l'argent de ses parents sur un mensonge. Lorsque ceux-ci découvrent la supercherie, elle décide de les quitter et se lance dans la chanson.
Jérôme, qui ne parvient pas à trouver sa voie dans la photographie, se pend dans son atelier et Suzanne revient dans la ferme de ses parents près de Soissons.
Les deux jeunes femmes se retrouvent par hasard dix ans plus tard, en 1972, Pauline, qui se fait appeler Pomme, chantant pour les droits des femmes devant le tribunal de Bobigny où a lieu un procès retentissant. Suzanne, après des années difficiles à la ferme, a trouvé un travail à Hyères, dans une piscine et au Planning familial. Pomme chante un répertoire féministe avec un petit groupe. Elle a rencontré un Iranien, Darius, en allant avorter à Amsterdam.
Suzanne reste seule en élevant sa fille et son fils. Elle a des liaisons, mais refuse de s'engager avec un pédiatre parce qu'il est marié.
Pomme suit son compagnon en Iran, où elle l'épouse. Elle continue à échanger avec Suzanne par cartes postales. Enceinte, Pomme comprend alors que le pays ne lui convient pas et décide de revenir accoucher en France. Logée par Suzanne, elle se querelle avec Darius qui veut ramener le bébé en Iran où elle refuse de repartir. Ils trouvent un accord en faisant un second enfant : un pour chacun. Pomme reforme son groupe de chanteuses et part en tournée. Les chansons reflètent sa vie.
Le pédiatre ayant divorcé, Suzanne accepte de l'épouser tandis que Pomme donne naissance à une fille à qui elle donne le prénom de son amie. Elles se retrouvent quelques années plus tard avec leurs amis et enfants. La voix off dit que toutes deux ont lutté et peuvent servir d'exemple à d'autres femmes telles que Marie, la fille de Suzanne, qui a désormais 17 ans à son tour.

## Fiche technique
Sauf indication contraire, les informations mentionnées dans cette section peuvent être confirmées par la base de données cinématographiques IMDb,  présente dans la section « Liens externes ».
- Titre : L'une chante, l'autre pas
- Réalisation : Agnès Varda
- Scénario : Agnès Varda
- Montage : Joële van Effenterre
- Photographie : Charles Van Damme
  - Assistants : Nurith Aviv et Elizabeth Prouvost
- Son : Henri Morelle
- Décors et costumes : Franckie Diago
- Maquillage : Tamani Berkani
- Musique : François Wertheimer
  - Musique additionnelle : Orchidée (Doudou Greffier, Joëlle Papineau et Micou Papineau) et Domenico Scarlatti (chanson du chœur)
  - Paroles des chansons : Agnès Varda
- Sociétés de production : Ciné Tamaris, INLC, INA, Paradise Group, Population et SFP
- Sociétés de distribution : Ciné-Tamaris ( France), Cinema 5 Distributing ( États-Unis)
- Pays d'origine :  France,  Belgique,  Venezuela
- Langues originales : français, persan, néerlandais et anglais
- Format : couleur (Eastmancolor) - 2,35:1 - 35 mm - mono
- Genre : drame
- Durée : 120 minutes
- Dates de sorties :
  -  France : 9 mars 1977
  -  États-Unis : 24 septembre 1977

## Distribution
- Thérèse Liotard : Suzanne
- Valérie Mairesse : Pomme (Pauline)
- Ali Raffi : Darius, l'Iranien qui épouse Pomme
- Jean-Pierre Pellegrin : le docteur Pierre Aubanel
- Robert Dadiès : Jérôme, l’amant de Suzanne (1962)
- Mona Mairesse : la mère de Pomme
- Francis Lemaire : le père de Pomme
- Gisèle Halimi : elle-même
- François Gibert : François Ier, le guitariste
- François Wertheimer : François II, le flûtiste, également surnommé le « fils-père »
- Mathieu Demy : Zorro, le fils de François
- Marion Hänsel : la funambule enceinte
- Joëlle Papineau : elle-même, membre du groupe Orchidée
- Micou Papineau : elle-même, membre du groupe Orchidée
- Doudou Greffier : elle-même, membre du groupe Orchidée
- Agnès Varda : narratrice (voix)

### Non crédités
- Gilette Barbier
- Françoise Bette
- Dominique Ducros : Marie entre 13 et 15 ans
- Sapho : une choriste
- Rosalie Varda : Marie à 17 ans (1976)

## Autour du film
Agnès Varda a consacré un court métrage distinct, Plaisir d'amour en Iran, aux errances de Pomme et Darius en Iran.
Un autre film sorti la même année, La Dentellière de Claude Goretta, a en tête d'affiche une jeune actrice française dont le personnage est également surnommé « Pomme », Isabelle Huppert, qui trouve alors le rôle qui lance véritablement sa carrière cinématographique.